# Burg (Brandenburg)
Burg település Németországban, azon belül Brandenburgban. Lakosainak száma 4267 fő (2023. december 31.).

## Népesség
A település népességének változása:
| Lakosok száma | 4338 | 4276 | 4238 | 4248 | 4246 | 4267 |
|               | 2015 | 2017 | 2019 | 2021 | 2022 | 2023 |